# Роман (мученик)
Роман (погиб в Риме 9 августа 258 года) — святой мученик Римский. День памяти — 9 августа.
Святой Роман, мученик Римский, остиарий, согласно древним «Passio polichronii» и «Aliorum sanctorum», был римским легионером, который обратился в христианство во время оказания помощи святому Лаврентию при его мученичестве.
Как сообщается в «Passion», во время мученической кончины святого диакона Лаврентия, Роману было видение ангела во облегчение мучений, и он решил испросить крещения. Деций, разъярённый физическим сопротивлением святого Лаврентия, хотел прекратить его мучения. Роман, пытаясь действовать тайно, подошел к диакону с кувшином воды, и тот сразу его крестил. Святой Роман был тотчас схвачен и жестоко избит. Затем, после того, как он публично заявил о том, что он христианин, святой Роман был доставлен к Соляным вратам и обезглавлен 9 августа 258 года, во время гонений императора Валериана I. Согласно «Liber Pontificalis», он почитается как остиарий.
Его мощи находятся в Риме, Лукке, Ферраре и Авелла. Святой Роман почитается покровителем Монако.